# Nguyễn Anh Dũng (kỳ thủ)
Nguyễn Anh Dũng (sinh 17 tháng 3 năm 1976) là một đại kiện tướng cờ vua của Việt Nam.

## Sự nghiệp
Năm 1993, Nguyễn Anh Dũng vô địch thanh niên châu Á tại Qatar, được đặc cách phong danh hiệu kiện tướng quốc tế. Năm 1994 được Liên đoàn cờ vua thế giới xếp vào tốp 20 kỳ thủ trẻ có sức cờ mạnh nhất hành tinh. Năm 1998 được đi tập huấn tại Hungary và đến năm 2001 được phong danh hiệu đại kiện tướng, trở thành đại kiện tướng thứ ba của Việt Nam, sau Đào Thiên Hải và Từ Hoàng Thông.
Năm 2000, Nguyễn Anh Dũng vô địch giải First Saturday tháng 8 với 9,5/13 điểm, giành được một chuẩn đại kiện tướng.
Năm 2001, Nguyễn Anh Dũng vô địch giải khu vực 3.2a với 7/9 điểm và giành một suất tham dự Giải vô địch thế giới FIDE 2002. Tại giải vô địch thế giới FIDE vào cuối năm 2001 đầu năm 2002, Nguyễn Anh Dũng gây bất ngờ khi thắng đối thủ Elo cao hơn Rublevsky ở vòng đầu tiên với tỉ số 3–1. Tuy nhiên ở vòng hai anh thua Tkachiev 0,5–1,5.
Năm 2003, Nguyễn Anh Dũng vô địch giải Khối thịnh vượng chung ở Mumbai một cách thuyết phục với 8,5/10 điểm, hơn nhóm xếp sau 1 điểm, xếp trên những kỳ thủ mạnh thời điểm đó như Kasimdzhanov, Sasikiran.
Năm 2010, Nguyễn Anh Dũng giành ngôi á quân giải Kuala Lumpur mở rộng với 7/9 điểm, kém nhà vô địch Hầu Dật Phàm nửa điểm.

### Đội tuyển
Nguyễn Anh Dũng tham gia đội tuyển quốc gia từ năm 14 tuổi. Từ năm 1990, anh đã có mặt trong lần đầu tiên Việt Nam tham dự Olympiad cờ vua. Trong khoảng thời gian 1990 đến 2010, anh liên tục có mặt trong đội tuyển Việt Nam dự Olympiad, chỉ trừ năm 2008. Trong 10 lần tham dự, thành tích cao nhất của Nguyễn Anh Dũng vào năm 2004. Anh bất bại sau 11 ván đấu (+6 =5), đạt Rp 2692 và giành huy chương bạc cá nhân bàn 2.
Tại các Giải vô địch cờ vua đồng đội châu Á, Nguyễn Anh Dũng cũng liên tiếp tham dự 8 lần từ 1991 đến 2009. Thành tích cao nhất của anh là hai huy chương vàng cá nhân năm 2005 (bàn 2) và 2009 (bàn dự bị). Cũng trong hai năm đó anh có hai huy chương bạc đồng đội.

## Gia đình
Nguyễn Anh Dũng lập gia đình với một kỳ thủ cờ vua là kiện tướng FIDE nữ Lê Thị Phương Liên. Con gái của hai người, Nguyễn Lê Cẩm Hiền, giành được ngôi vô địch thế giới lứa tuổi U8 năm 2015.